# Rocchetta e Croce
Rocchetta e Croce is een gemeente in de Italiaanse provincie Caserta (regio Campanië) en telt 517 inwoners (31-12-2004). De oppervlakte bedraagt 12,9 km², de bevolkingsdichtheid is 44 inwoners per km².

## Demografie
Rocchetta e Croce telt ongeveer 212 huishoudens. Het aantal inwoners daalde in de periode 1991-2001 met 12,7% volgens cijfers uit de tienjaarlijkse volkstellingen van ISTAT.
| Jaar | Inwoneraantal |
| ---- | ------------- |
| 1991 | 600           |
| 2001 | 524           |

## Geografie
Rocchetta e Croce grenst aan de volgende gemeenten: Calvi Risorta, Formicola, Giano Vetusto, Pietramelara, Riardo, Teano.